# Dick Snoek
Dick Snoek (Djokjakarta (Nederlands-Indië), 4 april 1926 – Eindhoven, 16 november 2002) was een Nederlands voetballer en international.

## Loopbaan
In 1946, kort na zijn overstap van Gestelse Boys naar EVV Eindhoven, werd Snoek als dienstplichtig militair uitgezonden naar Nederlands-Indië waar op dat moment een onafhankelijkheidsstrijd werd gevoerd. Na zijn terugkeer in Nederland maakte de linksbinnen vanaf 1949 een bliksemcarrière bij Eindhoven. Aanvankelijk kreeg hij slechts een plek in het zevende elftal, om vervolgens de sprong naar het tweede elftal te maken. Pas in 1950 maakte hij zijn entree in het eerste elftal waar hij direct een basisplaats veroverde en enkele maanden later zelfs geselecteerd werd voor het Nederlands voetbalelftal. Dick Snoek gold als een harde werker, goede schutter en bekwame spelopbouwer. Hij werd gezien als vervanger van Kees Rijvers, die naar Frankrijk was vertrokken om er profvoetballer te worden en daarom niet meer voor Oranje mocht uitkomen.
Snoek kwam in 1950 en 1951 drie keer uit voor het Nederlands elftal. In augustus 1951 leek Snoek te vertrekken naar RFC Roermond. De voetbalbond gaf echter geen toestemming voor zijn overschrijving, waardoor hij drie maanden later weer bij Eindhoven speelde.
Door de komst van het beroepsvoetbal was 1954 een rumoerig voetbaljaar in Nederland. Dat gold ook voor Snoek die door zijn club eind maart 1954 werd geschorst. De aanvaller was 'zonder geldige reden' niet verschenen bij de thuiswedstrijd tegen ADO op 28 maart.
Door de schorsing miste hij niet alleen de laatste acht competitieduels maar ook de nationale titelstrijd waarin Eindhoven landskampioen werd.
Snoek tekende in juli bij Sportclub Venlo '54 een profcontract.
Hij speelde op 12 september mee in het openingsduel van Venlo '54 van de profvoetbalbond NBVB tegen De Graafschap. Hij bedacht zich daarna en besloot terug te keren naar Eindhoven. Hij maakte gebruik van de regeling dat spelers die hadden getekend bij een NBVB-club voor 15 september straffeloos konden terugkeren naar hun oude KNVB-vereniging.
Op 26 september speelde hij weer voor Eindhoven. Venlo'54 betichtte Snoek van contractbreuk en spande een kortgeding aan tegen Eindhoven. De rechter stelde de Venlose profclub in het gelijk en Snoek kreeg een speelverbod. Eindhoven ging in hoger beroep bij de rechtbank maar de behandeling werd uitgesteld, en later afgesteld, omdat de NBVB en KNVB in verregaande onderhandeling waren over een fusie die half november tot stand kwam.
Snoek was op 28 november de maker van het eerste Eindhovense doelpunt in het betaalde voetbal. In de wedstrijd tegen het Groningse Be Quick nam hij de openingsgoal voor zijn rekening. Hij sloot in 1960 zijn carrière af bij Eindhoven. Na afloop van zijn spelersloopbaan is hij nog een seizoen werkzaam geweest als trainer bij Veloc.
In het Jan Louwers Stadion van FC Eindhoven is een tribune naar hem vernoemd.

## Profstatistieken
| Seizoen         | Club            | Land            | Competitie                   | Wed. | Goals |
| --------------- | --------------- | --------------- | ---------------------------- | ---- | ----- |
| 1950/51         | Eindhoven       | Nederland       | Eerste klasse E              | 22   | 13    |
| 1951/52         | Eindhoven       | Nederland       | Eerste klasse C              | 15   | 9     |
| 1952/53         | Eindhoven       | Nederland       | Eerste klasse D              | 24   | 7     |
| 1953/54         | Eindhoven       | Nederland       | Eerste klasse D              | 15   | 5     |
| 1954            | SC Venlo '54    | Nederland       | NBVB                         | 1    | 0     |
| 1954/55         | Eindhoven       | Nederland       | Eerste klasse D (afgebroken) | 4    | 0     |
| 1954/55         | Eindhoven       | Nederland       | Eerste klasse D              | 24   | 8     |
| 1955/56         | Eindhoven       | Nederland       | Hoofdklasse A                | 24   | 6     |
| 1956/57         | Eindhoven       | Nederland       | Eredivisie                   | 32   | 3     |
| 1957/58         | Eindhoven       | Nederland       | Eerste divisie B             | 29   | 8     |
| 1958/59         | Eindhoven       | Nederland       | Eerste divisie A             | 29   | 8     |
| 1959/60         | Eindhoven       | Nederland       | Eerste divisie B             | 30   | 6     |
| Carrière totaal | Carrière totaal | Carrière totaal | Carrière totaal              | 249  | 73    |

## Interlandstatistieken
| Interlands van Dick Snoek | Interlands van Dick Snoek | Interlands van Dick Snoek | Interlands van Dick Snoek | Interlands van Dick Snoek | Interlands van Dick Snoek |
| №                         | Datum                     | Wedstrijd                 | Uitslag                   | Competitie                | Goals                     |
| Als speler van Eindhoven  | Als speler van Eindhoven  | Als speler van Eindhoven  | Als speler van Eindhoven  | Als speler van Eindhoven  | Als speler van Eindhoven  |
| ------------------------- | ------------------------- | ------------------------- | ------------------------- | ------------------------- | ------------------------- |
| 1                         | 12 november 1950          | België – Nederland        | 7 – 2                     | Vriendschappelijk         | 0                         |
| 2                         | 10 december 1950          | Frankrijk – Nederland     | 5 – 2                     | Vriendschappelijk         | 0                         |
| 3                         | 6 juni 1951               | Nederland – Noorwegen     | 2 – 3                     | Vriendschappelijk         | 0                         |